# شوتا ساکاکی
شوتا ساکاکی (انگلیسی: Shota Sakaki؛ زادهٔ ۳ اوت ۱۹۹۳) بازیکن فوتبال اهل ژاپن است.
از باشگاه‌هایی که در آن بازی کرده‌است می‌توان به باشگاه فوتبال کونسادول ساپورو اشاره کرد.